# Alexander Mann

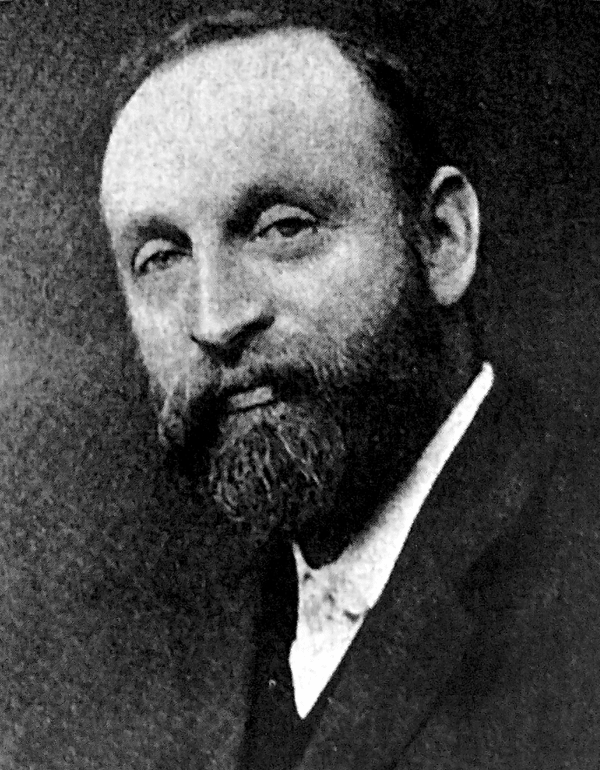
Alexander Mann

Alexander Mann (Glasgow, 22 januari 1853 – Londen, 26 januari 1908) was een Schots kunstschilder. Hij wordt wel gerekend tot het postimpressionisme.

## Leven en werk
Mann was de zoon van een handelaar en kunstverzamelaar. Hij studeerde aan de Glasgow School of Art en van 1877 tot 1880 aan de Académie Julian te Parijs. Later ging hij in de leer bij Mihály Munkácsy en Emile Auguste Carolus-Duran. Behalve In deze periode werd zijn werk sterk beïnvloed door Jules Bastien-Lepage en de Haagse School, maar ook door het impressionisme.
Mann maakte in het begin van de jaren 1880 meerdere reizen, onder andere naar Venetië. In 1885 vestigde zich in Engeland en schilderde veel op het platteland van de Berkshire Downs en Suffolk, vooral landschappen. Geleidelijk schakelde hij daarbij over van een realistische naar een meer neo-impressionistische stijl. Mann had ook een atelier in Londen, waar hij vooral portretten schilderde. Hij was de buurman van James McNeill Whistler.
Regelmatig bleef Mann ook na 1885 nog in Parijs komen en exposeerde diverse malen in de Parijse salon. In Groot-Brittannië stelde hij onder andere werk tentoon bij de Royal Glasgow Institute of the Fine Arts, de Royal Academy of Arts, de Royal Institute of Oil Painters, de Royal Society of British Artists en de New English Art Club. Van de laatste drie organisaties werd hij ook lid.
Mann was bevriend met John Lavery, Norman Garstin en Thomas Millie Dow en sloot zich rond 1890 aan bij de Glasgow Boys. Hij bleef ook in zijn latere jaren bijzonder reislustig, woonde nog een poosje in Tanger, en overleed in 1908, op 55-jarige leeftijd.

## Galerij

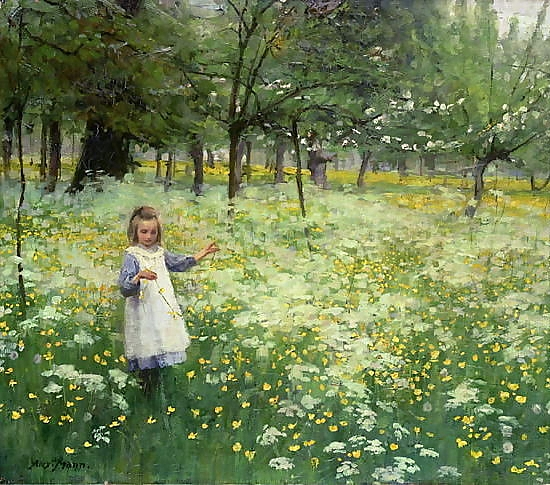
Picking up Silver and Gold
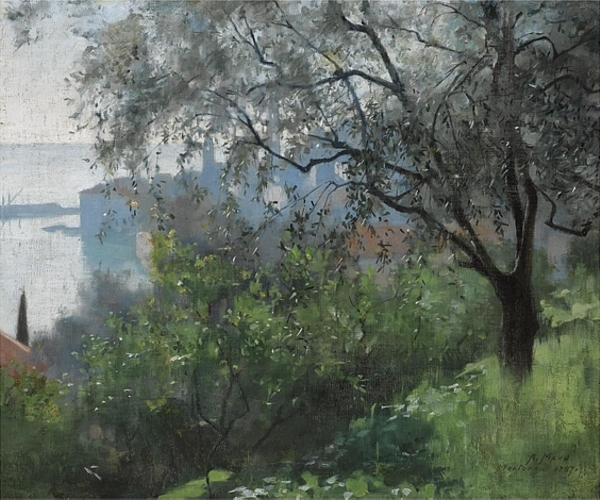
Menton
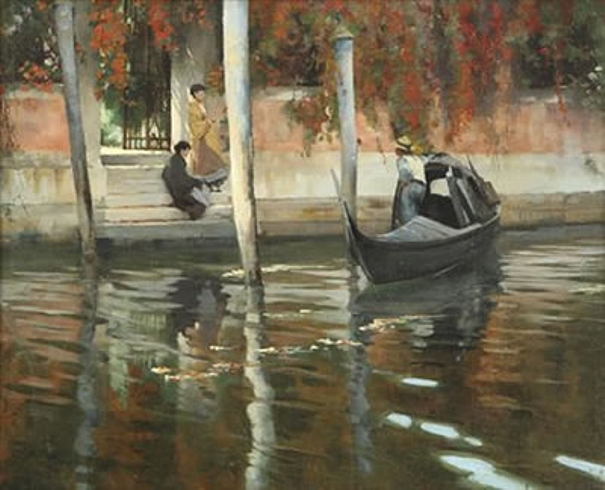
A Touch of Autumn
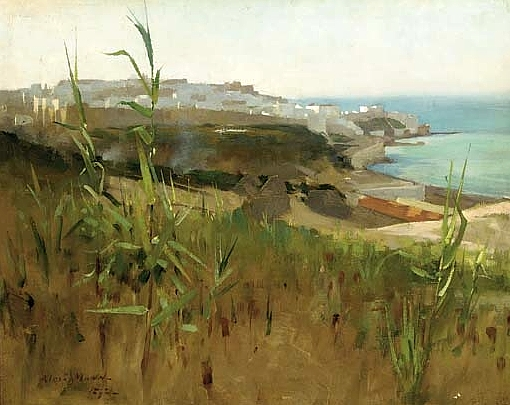
Tangier from the Dunes
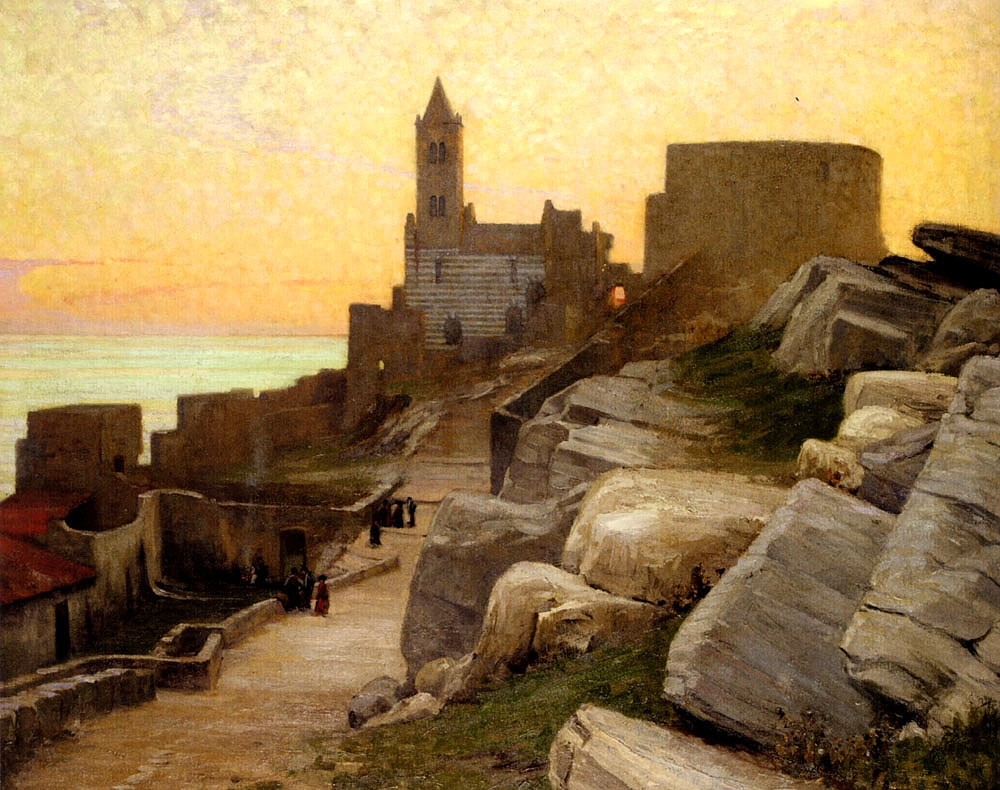
Mediterranean Village at Sunset
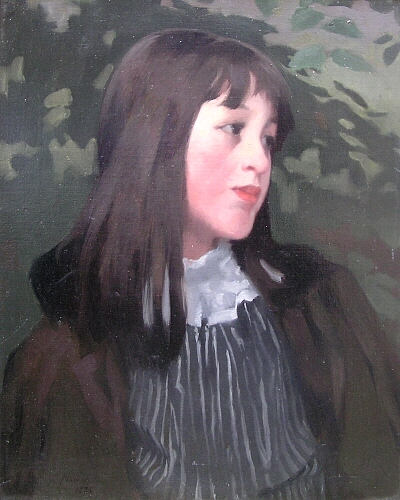
Portrait of a Girl with long dark Hair
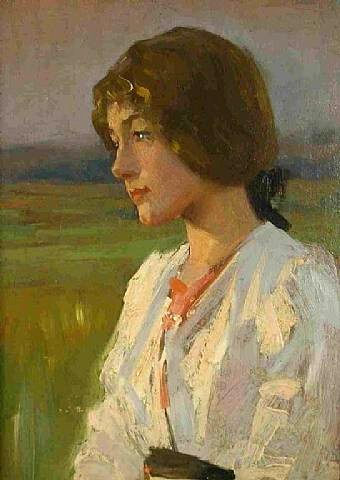
Portrait of a Girl at Dusk
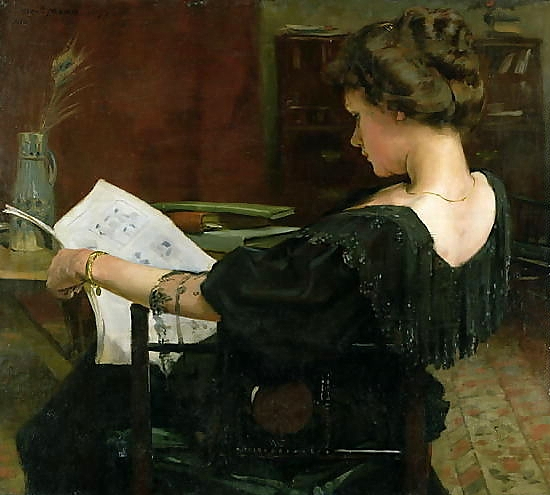
Portrait of Helen Gow
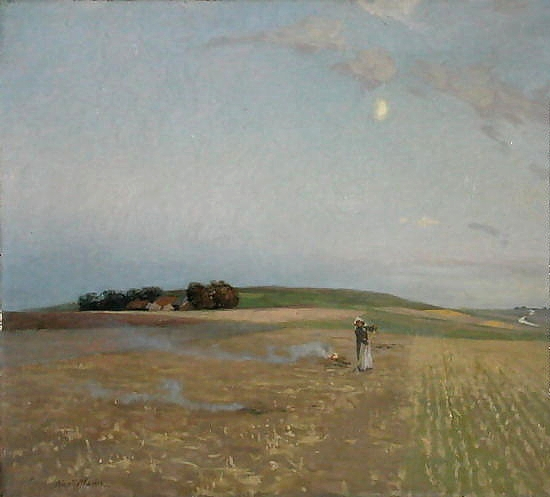
Shores of Bognor Regis
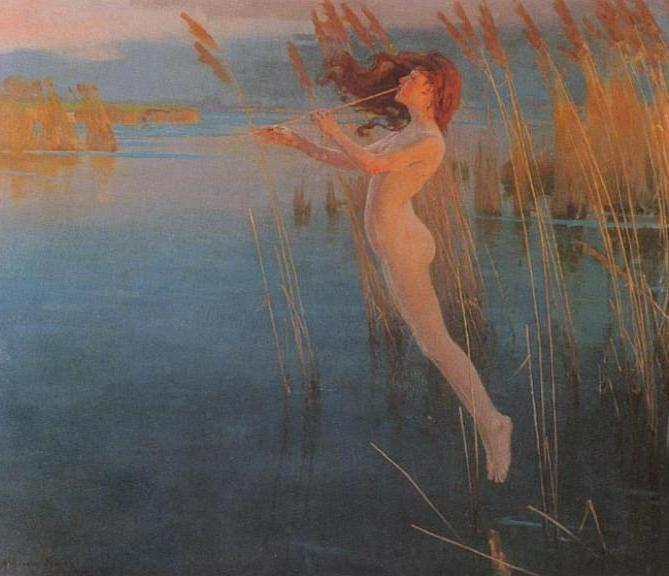
The Long Cry of the Reeds at Even